# Connie Booth
Constance „Connie” Booth (Indianapolis, Indiana, 1940. december 2. –) amerikai születésű, Angliában dolgozó színésznő és forgatókönyvíró, 1968−1978 között John Cleese felesége és munkatársa, több Monty Python-filmben szerepelt, a Waczak szálló sorozat egyik főszereplője. 2000-ben orvosegyetemi végzettséget szerzett és pszichoterapeutaként dolgozik Észak-Londonban egy egyedülálló anyákat segítő projektben.

## Élete

### Származása, pályakezdése
Indiana államban, Indianapolis városában született. Apja értékpapír-ügynök volt, anyja színésznő. A család később New York államba, New Rochelle-be költözött.
Booth a Broadway színházaiban dolgozott, mint beugró helyettesítő színész (understudy), keresetét pincérkedéssel egészítette ki. 1968-ban megismerkedett a New Yorkban dolgozó John Cleese angol komikus-színésszel, és feleségül ment hozzá.

### Filmes pályája
Tíz éven át tartó házasságuk alatt Booth és Cleese számos filmben szerepeltek együtt, Booth forgatókönyveket is írt Cleese és a Monty Python-csapat számára. Booth megjelent az 1969-es Hogyan bosszantsuk az embereket című Monty Python-vígjátékban; a Monty Python Repülő Cirkusza sorozat néhány filmjében. Ő játszotta a bíróság előtt megmért boszorkányt a Gyalog galopp című 1975-ös groteszk filmkomédiában. Ő írta a Waczak szálló (Fawlty Towers) c. tévésorozat forgatókönyveit Cleese számára, és rendszeresen meg is jelent a sorozatban: Polly, az érzékeny lelkű szobalány szerepében.
1978-ban Booth és Cleese elváltak, ennek ellenére Booth még egy ideig együtt dolgozott John Cleese-zel: továbbra is ő írta a Waczak szálló sorozat forgatókönyveit és Polly szerepét is tovább vitte a sorozat végéig (1979-ig). Önálló színésznőként is megállta a helyét, 1980-ban az egyik főszerepet kapta Jack Gold rendező családi filmjében, A kis lordban, Alec Guinness és Eric Porter mellett, ahol Mrs. Errolt, a gyermekkorú címszereplő Ricky Schroder filmbéli anyját játszotta. A film világszerte sikert aratott, karácsonykor gyakran kerül a televíziók műsorára. Booth szerepelt több angol bűnügyi és kalandfilmben, tévésorozatokban is, mint pl. A sátán kutyájában vagy az amerikai The Return of Sherlock Holmes sorozatban.

### A pszichoterapeuta
1995-ben Booth visszavonult a filmes pályától. Öt éven át tanult a Londoni Egyetemen, 2000-ben diplomát szerzett és pszichoterapeutaként kezdett dolgozni. Praxisát regisztráltatta a Brit Pszichoanalitikusok Tanácsánál. A rivaldafénytől távol él, a korábbi „Waczak”-karrierjét firtató interjúk elől elzárkózik.

### Magánélete
1968. február 20-án New Yorkban feleségül ment John Cleese-hez és férjével Angliába költözött. 1971-ben megszületett közös leányuk, Cynthia. Booth és Cleese 1978-ban elváltak.
2000-ben Connie Booth házasságot kötött John Lahr amerikai íróval, a New Yorker újság korábbi vezető színikritikusával, Bert Lahr színész fiával. Észak-Londonban élnek.
Booth első házasságából született leánya, Cynthia Cleese szintén színésznő lett. Apjával együtt szerepelt A hal neve: Wanda (1988) és a Fészkes fenevadak (1997) c. filmvígjátékokban. 1995-ben a kaliforniai Napa völgyben feleségül ment Ed Solomon amerikai színész-producerhez, a Men in Black – Sötét zsaruk és más kalandfilmek forgatókönyvírójához. 
Két gyermekük született, de tizenhat évi házasság után, 2011-ben elváltak.

## Főbb filmszerepei
| Év        | Cím                                                                                           | Szerep                            | Produkció                                  |
| --------- | --------------------------------------------------------------------------------------------- | --------------------------------- | ------------------------------------------ |
| 1968      | Hogyan bosszantsuk az embereket (How to Irritate People)                                      | több szerepben                    | tévéfilm                                   |
| 1969-1974 | Monty Python Repülő Cirkusza (Monty Python’s Flying Circus)                                   | hat epizódban, több szerepben     | tévésorozat                                |
| 1971      | Monty Python: A legjobb jelenetek (Monty Python’s And Now for Something Completely Different) | több szerepben                    |                                            |
| 1971      | Monty Python Repülő Cirkusza (Monty Python’s Fliegender Zirkus)                               | Mitzi Gaynor hercegnő             | tévé-minisorozat                           |
| 1972      | Dickens of London                                                                             | Sophie                            |                                            |
| 1975      | Gyalog galopp (Monty Python and the Holy Grail)                                               | a boszorkány                      |                                            |
| 1975      | Romance with a Double Bass                                                                    | Konstancia hercegnő               | rövidfilm                                  |
| 1975-1979 | Waczak szálló (Fawlty Towers)                                                                 | tizenkét epizódban; Polly Sherman | tévésorozat                                |
| 1977      | The Strange Case of the End of Civilization as We Know It                                     | Mrs.Hudson / Francine Moriarty    |                                            |
| 1978      | Thank You, Comrades                                                                           | Annie                             | tévéfilm                                   |
| 1978      | Off to Philadelphia in the Morning                                                            | Jane Parry                        | televíziós dráma                           |
| 1980      | Miért nem kérdezték Evanst? (Why Didn’t They Ask Evans?)                                      | Sylvia Bassington-ffrench         | tévéfilm Agatha Christie regényéből        |
| 1980      | A kis lord (Little Lord Fauntleroy)                                                           | Mrs. Errol                        | tévéfilm                                   |
| 1981      | Worzel Gummidge                                                                               | Sally néni                        | tévésorozat                                |
| 1982      | The Story of Ruth                                                                             | Ruth Baker                        |                                            |
| 1982      | Egy kis társasjáték (The Deadly Game)                                                         | Helen Trapp                       | tévéfilm Friedrich Dürrenmatt novellájából |
| 1983      | Crown Court                                                                                   | Faye Ashley                       | tévésorozat                                |
| 1983      | A sátán kutyája (The Hound of the Baskervilles)                                               | Laura Lyons                       | tévéfilm Sir Arthur Conan Doyle regényéből |
| 1984      | Nairobi ügy (Nairobi Affair)                                                                  | Mrs. Gardner                      | tévéfilm                                   |
| 1985      | Past Caring                                                                                   | Linda                             | tévéfilm                                   |
| 1986      | Bergerac                                                                                      | Monica McLeod                     | tévésorozat                                |
| 1987      | The Return of Sherlock Holmes                                                                 | Violet Morstan                    | tévéfilm (amerikai)                        |
| 1987      | Egy ház Londonban (84 Charing Cross Road)                                                     | hölgy Delaware-ből                |                                            |
| 1987      | Floodtide                                                                                     | Isabel                            | tévésorozat                                |
| 1988      | Sólymok (Hawks)                                                                               | Jarvis nővér                      |                                            |
| 1988      | Pajzán kísértetek (High Spirits)                                                              | Marge                             |                                            |
| 1988      | Amerikai barátok (American Friends)                                                           | Miss Caroline Hartley             |                                            |
| 1990      | Wizadora                                                                                      | Wizadora                          | a bemutató epizódban                       |
| 1992      | Leon, a disznópásztor (Leon the Pig Farmer)                                                   | Yvonne Chadwick                   |                                            |
| 1994      | The Tomorrow People                                                                           | Dr. Lucy Connor                   | tévésorozat, A Culex kísérlet epizódban    |
| 1994      | Faith                                                                                         | Pat Harbinson                     | tévé-minisorozat                           |
| 1995      | Hozományvadászok (The Buccaneers)                                                             | Jackie March                      | tévé-minisorozat                           |